# Сэндитон (сериал)
«Сэндитон» (англ. Sanditon) — британский костюмированный телесериал, снятый по неоконченному одноимённому роману Джейн Остин. Главные роли в нём сыграли Роуз Уильямс, Кристал Кларк, Шарлотта Спенсер, Тео Джеймс, Кейт Эшфилд. Первый сезон сериала вышел на экраны в 2019 году, второй в 2022, третий — в 2023.

## Сюжет
В основу сюжета сериала положен последний роман английской писательницы Джейн Остин «Сэндитон». Действие происходит в Англии начала XIX века, в эпоху Регентства. Главная героиня романа, наивная девушка по имени Шарлотта Хейвуд, приезжает в гости из родного городка в Сэндитон, развивающийся новый курорт на морском побережье, и начинает осваиваться в местном обществе. Так как книга осталась неоконченной, создатели сериала использовали сюжетный материал от Остин только в первых эпизодах, а в дальнейшем сами продолжили историю созданных писательницей персонажей.

## Эпизоды
| № | Название               | Режиссёр        | Автор сценария           | Дата премьеры    | Зрители в Великобритании (млн) |
| - | ---------------------- | --------------- | ------------------------ | ---------------- | ------------------------------ |
| 1 | «Эпизод 1» «Episode 1» | Оливер Блэкбёрн | Эндрю Дэвис              | 25 августа 2019  | 5,37                           |
| 2 | «Эпизод 2» «Episode 2» | Оливер Блэкбёрн | Эндрю Дэвис              | 1 сентября 2019  | 4,52                           |
| 3 | «Эпизод 3» «Episode 3» | Оливер Блэкбёрн | Эндрю Дэвис, Джастин Янг | 8 сентября 2019  | 4,14                           |
| 4 | «Эпизод 4» «Episode 4» | Лиза Кларк      | Джастин Янг              | 15 сентября 2019 | 3,83                           |
| 5 | «Эпизод 5» «Episode 5» | Лиза Кларк      | Андреа Гибб              | 22 сентября 2019 | TBA                            |
| 6 | «Эпизод 6» «Episode 6» | Лиза Кларк      | Джастин Янг              | 29 сентября 2019 | 3,74                           |
| 7 | «Эпизод 7» «Episode 7» | Чарльз Старридж | Джастин Янг              | 6 октября 2019   | 3,87                           |
| 8 | «Эпизод 8» «Episode 8» | Чарльз Старридж | Эндрю Дэвис              | 13 октября 2019  | TBA                            |

## В ролях
- Роуз Уильямс — Шарлотта Хейвуд
- Тео Джеймс — Сидни Паркер
- Кейт Эшфилд — Мэри Паркер
- Кристал Кларк — Джорджиана Лэмб
- Тарлоу Конвери — Артур Паркер
- Джек Фокс — сэр Эдвард Денэм
- Крис Маршалл — Том Паркер
- Мэтью Нидэм — мистер Кроу
- Энн Рид — леди Денэм
- Александра Роуч — Диана Паркер
- Лили Сачофски — Клара Бреретон
- Шарлотта Спенсер — Эстер Денэм
- Марк Стэнли — лорд Бабингтон
- Лео Сутер — Джеймс Стрингер

## Производство и релиз
Сценарий для сериала написали Эндрю Дэвис, Джастин Янг и Андреа Гибб; режиссёрами разных эпизодов стали Оливер Блэкбурн, Лиза Кларк и Чарльз Старридж. Многие сцены сериала были сняты в английском графстве Сомерсет — в частности, в приморских городах Кливдон, Брин и Уэстон-супер-Мэр. Дирхем-парк близ Бата в том же регионе сыграл роль Сэндитон-Хауса. Большая часть интерьерных съемок проходила в декорациях, построенных на студии Bottle Yard Studios в Бристоле.
Премьера сериала в Великобритании состоялась 25 августа 2019 года на телеканале ITV. Американским зрителям «Сэндитон» показали 12 января 2020 года на канале PBS. Отзывы критиков и зрителей были противоречивыми. В частности, сложную реакцию вызвала первая серия, в которой есть откровенные сцены — в том числе с обнажёнными мужскими телами: многие сочли эти сцены не соответствующими духу литературного первоисточника. Несчастливый финал первого сезона, по мнению многих зрителей, тоже не оправдан: произведения Остин, как правило, заканчиваются хорошо.
В 2021 году были сняты второй и третий сезоны. При этом актёрский состав пришлось частично обновлять, так как Тео Джеймс, Марк Стэнли и Лео Сутер не вернулись в сериал из-за занятости в других проектах. Премьерный показ второго сезона начался 20 марта 2022 года, показ третьего — 19 марта 2023 года. Второй сезон был позитивно оценён критиками.